# Alianza del 8 de marzo
La Alianza del 8 de marzo es una coalición política del Líbano formada por partidos opositores nacida como reacción al movimiento surgido en la llamada revolución de los cedros, tras el asesinato de Rafik Hariri. La alianza, aún no establecida formalmente, perdió las elecciones de 2005 ante la Alianza del 14 de marzo de Samir Geagea. En las elecciones de 2009 quedó nuevamente en la oposición, con 57 escaños frente a los 71 de la coalición de gobierno.
Originalmente estaba formada por Hezbolá y el Movimiento Amal, partidos apoyados principalmente por la población musulmana chií; el Movimiento Marada; el Partido Comunista del Líbano y el Partido Social Nacionalista Sirio. En 2006 se unió, proveniente de la coalición de gobierno, el Movimiento Patriótico Libre, apoyado principalmente por la población cristiana y de ideología reformista y que actualmente es el partido de mayor peso de la coalición.

## Resultado en las elecciones de 2009
| Alanzas                                                     | Escaños | Porcentaje | Votos    | Partidos | Escaños |
| ----------------------------------------------------------- | ------- | ---------- | -------- | --- | ------- |
| Alianza del 8 de Marzo                                      | 57      | 55%        | ≈800,000 | Movimiento Patriótico Libre (en árabe: التيار الوطني الحر‎ al-Tayyār al-Waṭanī al-Ḥurr)                                                              | 19      |
| Alianza del 8 de Marzo                                      | 57      | 55%        | ≈800,000 | Hezbolá (en árabe: حزب‌ الله‎, «Partido de Dios») | 13      |
| Alianza del 8 de Marzo                                      | 57      | 55%        | ≈800,000 | Movimiento Amal (en árabe: حركة أمل‎ Ḥarakat ʾAmal)                                                                                                  | 13      |
| Alianza del 8 de Marzo                                      | 57      | 55%        | ≈800,000 | Movimiento Marada (en árabe: تیار مردة‎ Tayyār Marada)                                                                                               | 3       |
| Alianza del 8 de Marzo                                      | 57      | 55%        | ≈800,000 | Partido Demócrata Libanés (en árabe: الحزب الدیموقراطي اللبناني‎ al-Ḥizb al-Dīmūqrāṭī al-Lubnānī)                                                    | 2       |
| Alianza del 8 de Marzo                                      | 57      | 55%        | ≈800,000 | Federación Revolucionaria Armenia (en armenio, Հայ Յեղափոխական Դաշնակցութիւն Hay Heghapokhagan Tashnagtsutiun o, abreviado, Դաշնակ Tashnag Tashnag) | 2       |
| Alianza del 8 de Marzo                                      | 57      | 55%        | ≈800,000 | Partido Social Nacionalista Sirio (en árabe: الحزب السوري القومي الإجتماعي‎ Al-Ḥizb Al-Sūrī Al-Qawmī Al-'Iŷtimāʿī)                                   | 2       |
| Alianza del 8 de Marzo                                      | 57      | 55%        | ≈800,000 | Partido Baath Árabe Socialista del Líbano (en árabe: حزب البعث العربي الاشتراكي‎ Ḥizb al-Baʿaṯ al-ʿArabī al-Ištirākī)                                | 2       |
| Alianza del 8 de Marzo                                      | 57      | 55%        | ≈800,000 | Partido de la Solidaridad Libanesa (en árabe: حزب التضامن اللبناني‎ Ḥizb al-Taḍāmun al-Lubnānī)                                                      | 1       |
| Fuente Archivado el 16 de junio de 2009 en Wayback Machine. |         |            |          | |         |